# Список депутатов Верховного Совета СССР 4-го созыва
Верховный совет СССР IV созыва был избран 14 марта 1954, заседал с 1954 по 1958; Состав: 1347 депутатов — 708 в Совете Союза и 639 в Совете Национальностей.
| # А Б В Г Д Е Ё Ж З И К Л М Н О П Р С Т У Ф Х Ц Ч Ш Щ Э Ю Я |

## А
- Абабков Тихон Иванович
- Абасов, Курбан Абас Кули оглы
- Абашидзе Ираклий Виссарионович
- Абдразаков, Талгатбек Абдрахманович
- Абдуллаев, Ильяс Керим оглы
- Абдуллаева, Разия Гасан кызы
- Абдуразаков, Малик Абдуразакович
- Абзалон-Саксе, Анна Оттовна
- Абзулинов, Иглик Сеитович
- Абидокова, Марьян Магометовна
- Абилов, Махмуд Абдул-Рза оглы
- Абраменко, Николай Порфирьевич
- Абрасимов Пётр Андреевич
- Абуладзе, Этери Бараталовна
- Аверлингене, Антонина Зеноновна
- Авсиевич, Екатерина Николаевна
- Авхимович Николай Ефремович
- Алиев, Ага Юсуп
- Агаев, Сабир Бала Али оглы
- Агкацев, Владимир Михайлович
- Адажбаев, Джуманбай
- Адаменко Галина Андреевна
- Азизов Миргарифан Замалеевич
- Азимова, Угулхан
- Айни Садриддин Саидмурадович
- Айтбаев, Сыдыкалы
- Акбузов, Туребай Акжоливич
- Акопов, Степан Акопович
- Акрамова, Ибадатхон
- Аламанов, Баян
- Алекперова, Шукюфа Алескер кызы
- Александров Георгий Фёдорович
- Александров, Иван Артемьевич
- Александров, Николай Михайлович
- Александрова, Анна Васильевна
- Александровская Лариса Помпеевна
- Алексеев, Варсонофий Алексеевич
- Алексеев, Степан Семёнович
- Алексеева, Анна Антоновна
- Алексеева, Лидия Ивановна
- Алексеева, Тамара Даниловна
- Алиев, Гаджи-Касум Шихмурзаевич
- Алиев, Кара Эсенович
- Алиев, Муса Мирзоевич
- Алиев, Фиридун Али оглы
- Аликулиева, Рубаба Аликули кызы
- Алимов Ариф Алимович
- Алимов, Таир
- Аллахерян, Карапет Навасардович
- Аллахярлы, Исмаил Бабаяр оглы
- Алфёров Павел Никитович
- Аманова, Бури Фазиловна
- Амбарцумян Виктор Амазаспович
- Амирасланов, Мейбали Фридун оглы
- Ананьева, Любовь Ивановна
- Ананьева, Мария Даниловна
- Ангелина Прасковья Никитична
- Андреев Андрей Андреевич
- Андрианов, Александр Павлович
- Андрианова, Мария Фёдоровна
- Аникина, Мария Андреевна
- Антипов, Пётр Тимофеевич
- Антипова, Анна Фёдоровна
- Антонов, Алексей Иннокентьевич
- Антонюк, Евдокия Васильевна
- Антосяк, Георгий Фёдорович
- Антропов Пётр Яковлевич
- Антропова, Татьяна Ивановна
- Анфалова, Ираида Александровна
- Аполлова, Валентина Фёдоровна
- Аракелян, Астхик Саркисовна
- Арбузов, Александр Ерминингельдович
- Ардзинба, Григорий Шагович
- Арипов, Абдувахоб
- Аристов Аверкий Борисович
- Артемьев, Евгений Иванович
- Арушанов, Паша Асцатурович
- Арушанян, Шмавон Минасович
- Архипова, Таисия Ивановна
- Асильбекова Толыш
- Аскеров, Исмаил Насрулла оглы
- Асланова, Чимназ Абдул Али кызы
- Атаев, Какабай
- Атамурадов, Курбандурды
- Аугустинайтис, Владас Иозович
- Афанасьев, Илларион Афанасьевич
- Ахадова, Саида Акрамовна
- Ахазов, Тимофей Аркадьевич
- Ахмедова Фиренгиз Юсиф кызы
- Ахметкина, Мария Николаевна
- Ахохов Асланби Нахович
- Ахунбаев, Иса Коноевич

## Б
- Бабаджанян, Мария Аракеловна
- Бабаев Сухан
- Бабаевский Семён Петрович
- Бабаян, Рима Джавадовна
- Бабич Василий Иванович
- Багдасарян, Грант Бахшиевич
- Багирова, Нурида Зульфугар кызы
- Баграмян Иван Христофорович
- Бажан Николай Платонович
- Бажунаишвили, Сулейман Джемалович
- Базанова Найля Уразгуловна
- Байбаков Николай Константинович
- Байрамов Муса Худа Керим оглы
- Бакулев Александр Николаевич
- Балагуров Яков Алексеевич
- Балакина Варвара Семёновна
- Балыков, Павел Сидорович
- Барабашов Николай Павлович
- Баранаускас Болесловас Антанович
- Баранов Фёдор Алексеевич
- Барановская, Клавдия Дмитриевна
- Бараташвили Мария Гервасьевна
- Бардин Иван Павлович
- Баринова, Антонина Георгиевна
- Барлыкпаева, Жамалкан
- Бартушкене, Зофия Марцеляус
- Барчуков Иван Михайлович
- Басистый Николай Ефремович
- Баскаев Дзамболат Тимофеевич
- Баскаков Михаил Иванович
- Батов Павел Иванович
- Батяев Семён Фёдорович
- Бахтадзе Ксения Ермолаевна
- Баширов Гумер Баширович
- Бегма Василий Андреевич
- Бездомов Григорий Андреевич
- Бекерев Георгий Игнатьевич
- Белобородов Иван Фёдорович
- Белов Алексей Николаевич
- Белов Павел Алексеевич
- Бельская, Елена Ивановна
- Беляев, Иван Степанович
- Беляев, Николай Ильич
- Белянский, Александр Александрович
- Беляускас, Феликсас Юргевич
- Беман, Эльмар Карлович
- Бенедиктов Иван Александрович
- Бережков, Иван Иванович
- Березин, Иван Филиппович
- Беридзе, Арчил Михайлович
- Бескровнов, Пётр Максимович
- Беспалова, Анисия Фёдоровна
- Бещев Борис Павлович
- Бирюзов Сергей Семёнович
- Бирюкова, Валентина Ивановна
- Битуева, Надежда Матвеевна
- Блаженов, Виктор Григорьевич
- Блягоз, Хымсад Махмудовна
- Боборыкин, Анастасий Лукич
- Бобырь, Илья Калинович
- Богатырёв, Михаил Николаевич
- Богатырь, Захар Антонович
- Богданов, Семён Ильич
- Богданович, Виктор Митрофанович
- Богдашкина, Прасковья Григорьевна
- Божок, Иван Егорович
- Бойцов, Иван Павлович
- Болсохоев, Даниил Степанович
- Большаков, Дмитрий Григорьевич
- Большакова, Мария Михайловна
- Бондарчук, Татьяна Николаевна
- Бондарь, Алексей Георгиевич
- Боринский, Даниил Прокофьевич
- Борисенко, Анатолий Семёнович
- Борисов, Александр Филиппович
- Борисов Семён Захарович
- Борков Геннадий Андреевич
- Бочаров, Иван Лазаревич
- Боянова, Вера Ринчиновна
- Брагина, Надежда Георгиевна
- Бредюк, Николай Никандрович
- Брежнев Леонид Ильич
- Брынцева, Мария Александровна
- Бубновский Никита Дмитриевич
- Будённый Семён Михайлович
- Будько, Яков Калинович
- Буеверов Алексей Матвеевич
- Булавас, Ионас Ионович
- Булганин Николай Александрович
- Бунятян, Артавазд Авакович
- Бурдаков, Александр Степанович
- Бурдаков, Семён Николаевич
- Бурджанадзе, Магдана Давидовна
- Буркацкая, Галина Евгеньевна
- Бурчуладзе, Мария Ивлиановна
- Бутенко, Григорий Прокофьевич
- Бутузов Сергей Михайлович
- Бызов, Алексей Петрович
- Быков, Павел Борисович
- Быкова, Татьяна Александровна
- Былбас, Василий Андреевич
- Бычков, Николай Пименович

## В
- Ваадевитс Иоханна Карловна
- Вакуленко, Мария Петровна
- Валигура Иван Трофимович
- Варкалн Роберт Фрицович
- Варницкая, Стефанида Ивановна
- Васенева, Анфиса Павловна
- Василевская Ванда Львовна
- Василевский Александр Михайлович
- Васильев Роман Гаврилович
- Васильев Фёдор Романович
- Васильева, Елена Васильевна
- Васькин Василий Тимофеевич
- Васьков Алексей Иванович
- Васягин Семён Петрович
- Вахрушев Георгий Васильевич
- Ваш Иван Михайлович
- Вашукова, Елизавета Яковлевна
- Векилов Самед Вургун Юсиф оглы
- Вели-Заде, Алмас Гусейн кызы
- Величко, Василий Николаевич
- Венцлова, Антанас Томасович
- Вердиева, Гилас Шамиль кызы
- Вердыш, Дмитрий Иванович
- Вершинин, Константин Андреевич
- Веселис, Феликс Феликсович
- Визгалова, Евдокия Фёдоровна
- Вильджюнас, Ионас Ионович
- Винкель, Лейда Освальдовна
- Вирабян, Нинель Аветисовна
- Вишневский, Дмитрий Константинович
- Виштак, Степанида Демидовна
- Волков, Александр Петрович
- Волкова, Нина Александровна
- Волконская, Мария Владимировна
- Волошин, Иван Васильевич
- Волошина, Мария Яковлевна
- Вольтман, Карл Яковлевич
- Вольтовский, Борис Иовлевич
- Воробьёв, Владимир Ильич
- Воробьёв, Георгий Иванович
- Воробьёв, Иван Сергеевич
- Воробьёва, Мария Федотовна
- Воронов, Геннадий Иванович
- Воронцов, Андрей Митрофанович
- Ворончихин, Семён Иванович
- Ворошилов, Климент Ефремович
- Вылегжанин, Павел Александрович
- Вырдылин, Василий Харлампьевич
- Выставная, Надежда Георгиевна
- Вышинский, Андрей Януарьевич

## Г
- Габдуллин, Малик
- Габитов Абдулла Гисматуллович
- Габовда, Терезия Ивановна
- Гаврилов Илья Гаврилович
- Гаврилюк, Анна Филипповна
- Гаврищук Григорий Васильевич
- Гагиев, Алексей Давидович
- Гаджи-Касумов, Мустафа Махмуд оглы
- Гадлия, Мария Владимировна
- Гаевой Антон Иванович
- Гаевой Тимофей Владимирович
- Галимов, Лукман Галимович
- Галицкий Кузьма Никитович
- Галоян, Аслан Акопович
- Ганенко Иван Петрович
- Гапий Дмитрий Гаврилович
- Гараев, Миргарифан Гараевич
- Гареев Муса Гайсинович
- Гармаш Дарья Матвеевна
- Гармашев Александр Фомич
- Гарьковенко, Анна Григорьевна
- Гасанова Кызгаит Салман кызы
- Гасанова Шамама Махмудали кызы
- Гафуров Бободжан Гафурович
- Гегешидзе Георгий Андреевич
- Гедвилас Мечисловас Александрович
- Гендриксон Александр Антонович
- Генералов Фёдор Степанович
- Георгадзе Лейла Михайловна
- Георгадзе Михаил Порфирьевич
- Георгиу Наталья Константиновна
- Герасименко Андрей Степанович
- Герасимов Сергей Аполлинариевич
- Гиталов Александр Васильевич
- Гладилин, Георгий Макарович
- Гладкий Дмитрий Спиридонович
- Говоров Леонид Александрович
- Гогитидзе, Назико Хасановна
- Гоголь, Анна Григорьевна
- Голиков, Михаил Максимович
- Голиков, Филипп Иванович
- Головко, Арсений Григорьевич
- Головченко Василий Иванович
- Голодушко, Захар Михайлович
- Гомля, Вера Ивановна
- Гончарова, Евдокия Павловна
- Горбатов Александр Васильевич
- Горбатюк, Иван Маркович
- Горбунов, Тимофей Сазонович
- Горбушин, Иван Данилович
- Горина, Клавдия Ивановна
- Горкин, Александр Фёдорович
- Горовецкий, Иван Феофанович
- Горшенин, Константин Петрович
- Горшков, Сергей Георгиевич
- Горячев Фёдор Степанович
- Гоциридзе, Отар Давидович
- Грасс, Александр Эдуардович
- Грен Арнольд Карлович
- Гречко Андрей Антонович
- Гречуха Михаил Сергеевич
- Григоренко, Дмитрий Тимофеевич
- Григорьева, Александра Евдокимовна
- Григорьян, Егише Петросович
- Гринчак, Евстафий Михайлович
- Гринько, Фёдор Митрофанович
- Гриценко, Александр Васильевич
- Гришаенков, Фёдор Архипович
- Гришин Виктор Васильевич
- Гришин Иван Тимофеевич
- Гришко Григорий Елисеевич
- Громов, Евгений Иванович
- Гросул, Софья Семёновна
- Грушецкий Иван Самойлович
- Грязнова, Юлия Дмитриевна
- Губайдуллина, Насима
- Губин Владимир Владимирович
- Губин Константин Александрович
- Гудкова, Вера Ивановна
- Гудырев, Афанасий Николаевич
- Гузявичюс, Александр Аугустинович
- Гулиа Дмитрий Иосифович
- Гулиева, Ольга Максимовна
- Гунина, Любовь Николаевна
- Гуния, Автандил Леванович
- Гусаров Николай Иванович
- Гусев Михаил Ильич
- Гасумян, Анишка Артёмовна
- Гуськов, Анатолий Михайлович
- Гусятникова, Прасковья Васильевна
- Гуцу, Михаил Митрофанович

## Д
- Дагиров, Наби Садыкович
- Данилов, Михаил Данилович
- Даниялов, Абдурахман Даниялович
- Даян, Виктория Ованесовна
- Дгебуадзе, Нина Калистратовна
- Дёгтев, Степан Иванович
- Дементьев, Пётр Васильевич
- Демиденко Михаил Ефремович
- Демисевичюс, Вацловас Феликсович
- Демчишина, Дарья Ивановна
- Денекин, Иван Игнатьевич
- Денисенко, Алексей Иванович
- Денисов, Виктор Николаевич
- Денисов Георгий Аполлинарьевич
- Джавахишвили Гиви Дмитриевич
- Джакипов, Сейтгалий
- Джанджгава, Владимир Николаевич
- Джанелидзе, Тамаз Виссарионович
- Джапаров, Овезмамед
- Джохадзе, Мария Николаевна
- Джумаев, Сайдали
- Джумаева, Махфират
- Джумаева, Огульгельды
- Джуманазаров, Матеке
- Джурабаев, Мурат Надырович
- Джураев, Гайим
- Джураев, Мухитдин
- Джураева, Робия
- Диджулис, Каролис Криступович
- Дикамбаев Казы Дикамбаевич
- Дикань, Василий Павлович
- Диордица Александр Филиппович
- Длугошевский, Константин Наумович
- Дмитриева, Татьяна Парфениевна
- Добина, Анна Ефимовна
- Догдуров, Мухамед
- Додхудоев Назаршо
- Додь, Феодосий Леонтьевич
- Доронин Павел Иванович
- Досжанова, Таттигуль
- Доспаева, Балганым Нуртасовна
- Дружинин, Владимир Николаевич
- Дубинкин, Павел Семёнович
- Дубковецкий, Фёдор Иванович
- Дудин, Юрий Иванович
- Дукежек, Сат Шангыр-Ооловна
- Душамбиева, Ширинмо
- Дурдыева, Нурджамал
- Духанин, Ефим Иванович
- Дыгай Николай Александрович
- Дынин, Александр Николаевич
- Дюдяев, Николай Васильевич
- Дядюренко, Анна Васильевна
- Дякун, Юлия Ильинична

## Е
- Евдокимова, Александра Ивановна
- Евсеев, Алексей Ильич
- Евсеев, Михаил Карпович
- Егерманис, Янис Екабович
- Егоров Александр Николаевич
- Егоров, Алексей Андреевич
- Егоров, Иван Степанович
- Егорова, Елизавета Николаевна
- Едакин, Николай Никитич
- Елагин, Николай Васильевич
- Емельянов, Иван Абрамович
- Емцов, Василий Яковлевич
- Енютин, Георгий Васильевич
- Еолян, Рубен Осипович
- Епишев, Алексей Алексеевич
- Ёр, Шомахмад
- Ерёменко, Андрей Иванович
- Ермаков, Пётр Пафнутьевич
- Ерошкин, Павел Гаврилович
- Ефимов, Павел Иванович
- Ефимова, Вера Григорьевна
- Ефимчук-Дьячук, Ульяна Васильевна
- Ефремов, Александр Ефремович
- Ефремов, Леонид Николаевич
- Ефремов, Михаил Тимофеевич

## Ж
- Жаворонков, Василий Гаврилович
- Жамьянова, Хандажап
- Жданов, Леонид Афанасьевич
- Жегалин, Иван Кузьмич
- Желтов, Алексей Сергеевич
- Жемелите, Ядвига Алексо
- Жиба, Забет Мустафович
- Жибуркус, Иван Иосифович
- Жигарев, Павел Фёдорович
- Жимерин, Дмитрий Георгиевич
- Жук, Сергей Яковлевич
- Жуков, Александр Яковлевич
- Жуков, Георгий Константинович
- Жуков, Константин Павлович
- Журавлёв, Алексей Петрович
- Журин, Николай Иванович
- Жылкыбаева, Букеш

## З
- Загафуранов, Файзрахман Загафуранович
- Зайцев Василий Васильевич
- Зайцева Надежда Васильевна
- Закирова, Мадина Закировна
- Закурдаев Василий Иванович
- Замчевский Иван Константинович
- Заробян Яков Никитич
- Засядько Александр Фёдорович
- Захаров, Иван Михайлович
- Захаров Матвей Васильевич
- Захидов Тиша
- Зашакуева, Шаймат Залимгериевна
- Звайгзне Пётр Яковлевич
- Зверев Арсений Григорьевич
- Звиедрис, Мирдза Эдуардовна
- Зенкина, Анастасия Киреевна
- Зорян, Стефан Егияевич
- Зотов, Василий Петрович
- Зубенко, Григорий Моисеевич
- Зубков, Василий Герасимович
- Зуев, Николай Тарасович
- Зуева, Валентина Афанасьевна
- Зуева, Татьяна Михайловна

## И
- Ибрагимов, Давуд
- Ибрагимов Мирза Аджар оглы
- Иванов, Яков Иванович
- Иванов Янис Андреевич
- Иванченкова, Нина Александровна
- Игитян, Сергей Мезович
- Игнатов Николай Григорьевич
- Игнатов Степан Андреевич
- Игнатьев Семён Денисович
- Иллиссон, Леонхард-Фридрих Адович
- Ильина, Анна Ивановна
- Ильюшин Сергей Владимирович
- Илялова, Сания Абубакировна
- Иманкалыкова Зуракан
- Инаури Алексей Николаевич
- Иноземцев, Павел Петрович
- Инюшин, Михаил Васильевич
- Исаев, Магомед Исаевич
- Искандаров, Джурабек
- Искендеров Мамед Абдул оглы
- Ислам-заде, Ислам Мамедович
- Исмаилова, Адолат
- Исраилов, Каар
- Ишантураева, Сара
- Ишханян, Ашхен Тиграновна

## К
- Кабанов Иван Григорьевич
- Каганович Лазарь Моисеевич
- Каде Халид Баткериевич
- Кадыров Имам-Гали Галимович
- Казакевич Даниил Васильевич
- Казаков Михаил Ильич
- Казанец Иван Павлович
- Казнов Фёдор Васильевич
- Каипов, Ускенбай
- Каиров Иван Андреевич
- Кайназарова Суракан
- Кайпанова, Зибагуль
- Калдярв Арви Фердинандович
- Калинин Пётр Захарович
- Калинина, Александра Даниловна
- Калнберзин Ян Эдуардович
- Калугер, Анна Ильевна
- Кальченко Никифор Тимофеевич
- Калюта, Матвей Игнатович
- Камалов Сабир Камалович
- Камбаров Мурадали
- Камбаров Турсун
- Канаш Сергей Степанович
- Канев, Павел Анисимович
- Канунников Михаил Яковлевич
- Капитонов Иван Васильевич
- Капитонова, Августа Ивановна
- Капп Эуген Артурович
- Караваев Арсений Васильевич
- Караев Джума Дурды
- Карапетян Сашибек Айрапетович
- Карасёв Александр Петрович
- Карданов, Адам Айсович
- Каржаубаев Габдулла Шалкарович
- Карибжанов Фазыл
- Каримова, Турсуной Рахматулаевна
- Карпенцева, Елизавета Дмитриевна
- Карпова Дарья Кузьминична
- Катаев Евгений Фёдорович
- Каунайте, Мария Прановна
- Кахадзе, Русудана Давидовна
- Квитко, Ольга Венедиктовна
- Кемоклидзе, Партен Георгиевич
- Керимбаев Даниял
- Кидин Александр Николаевич
- Кидирбаева, Урингуль
- Кизатов Жалел Кизатович
- Кизюрин Александр Дмитриевич
- Кимаск Сальме Иосеповна
- Кинжаев Ходи Исабаевич
- Кириленко Андрей Павлович
- Кириллова Васса Ивановна
- Кириллова, Мария Григорьевна
- Кириченко Алексей Илларионович
- Кириченко Евдокия Антоновна
- Кирпиков Борис Петрович
- Кирхенштейн Аугуст Мартынович
- Киселёв Виктор Иванович
- Киселёв Кузьма Венедиктович
- Киселёв Николай Васильевич
- Киселёв Тихон Яковлевич
- Киселёва, Алевтина Васильевна
- Киселёва, Елизавета Дмитриевна
- Кислов, Василий Михайлович
- Китаев, Михаил Илларионович
- Кичеева, Антонина Павловна
- Кияк, Григорий Степанович
- Клемент, Фёдор Дмитриевич
- Клим, Ольга Константиновна
- Клименко Василий Константинович
- Климов, Иван Фролович
- Клычева, Курбан Дурсун
- Клюкин, Николай Михайлович
- Князева, Анна Васильевна
- Кобонова, Батые
- Ковалёв, Алексей Родионович
- Ковалёва, Серафима Григорьевна
- Ковалевский, Григорий Павлович
- Коваленко, Анна Мироновна
- Коваленко Георгий Ефимович
- Коваль, Алексей Григорьевич
- Ковпак Сидор Артёмович
- Ковригина Мария Дмитриевна
- Коденко, Кирилл Гаврилович
- Кодица, Иван Сергеевич
- Кожевин, Владимир Григорьевич
- Кожедуб Иван Никитович
- Козланюк, Пётр Степанович
- Козлов, Алексей Иванович
- Козлов, Василий Иванович
- Козлов, Пётр Дмитриевич
- Козлов Фрол Романович
- Козлова, Елена Борисовна
- Койначёнок, Митрофан Павлович
- Койтасбаев, Адам
- Кокорев, Павел Антонович
- Коленко, Мелания Ивановна
- Колесникова, Мария Сидоровна
- Кологреева, Любовь Дмитриевна
- Колпаков, Влас Иванович
- Колущинский Евгений Петрович
- Комаров, Михаил Семёнович
- Комаров Павел Тимофеевич
- Компанец, Иван Данилович
- Комяхов, Василий Григорьевич
- Кондучалова Кулуйпа
- Конев Иван Степанович
- Конева, Агния Ивановна
- Конно, Альвина Иоханновна
- Константинов, Михаил Петрович
- Кооскора, Эльви Петровна
- Коптильников, Михаил Яковлевич
- Копылов Фёдор Иванович
- Корепанова, Мария Ивановна
- Корнейчук Александр Евдокимович
- Корниец Леонид Романович
- Короткин, Никита Петрович
- Коротков, Сергей Ксенофонтович
- Коротченко, Демьян Сергеевич
- Корсакова, Таисия Яковлевна
- Корчагин Павел Николаевич
- Косицкий, Владимир Ильич
- Костюк, Самуил Семёнович
- Косыгин Алексей Николаевич
- Котельников, Иван Максимович
- Котов Фёдор Прокофьевич
- Котяш, Гавриил Иванович
- Кочергов, Василий Никитович
- Кочинян, Антон Ервандович
- Кочкорбаев, Ызак
- Кочубей, Антон Самойлович
- Кошкина, Анна Михайловна
- Кошляк, Михаил Иванович
- Кощеев, Иван Алексеевич
- Красенков, Борис Васильевич
- Краснобаев, Нил Иванович
- Кратенко, Иван Маркович
- Крахмалёв, Михаил Константинович
- Кривонос, Пётр Фёдорович
- Криворотов, Иван Степанович
- Кризько, Артём Петрович
- Криштофович, Мирон Емельянович
- Круглов, Сергей Никифорович
- Кружков, Владимир Семёнович
- Круминь, Иван Андреевич
- Круминьш, Вилис Карлович
- Крылов, Николай Иванович
- Куанышбаев, Калибек
- Кувшинов, Пётр Иванович
- Кувыкин, Степан Иванович
- Кугушева, Анна Владимировна
- Кудайбергенов, Утеу
- Куджиашвили, Иван Петрович
- Кузик Леонид Иванович
- Кузнецов Василий Васильевич
- Кузнецов, Василий Иванович
- Кузнецов, Василий Николаевич
- Кузнецов, Николай Герасимович
- Кузьмин, Пётр Степанович
- Кулагин, Иван Ефимович
- Кулагина, Ольга Фроловна
- Кулаков Фёдор Давыдович
- Кулатов, Турабай
- Кулигина, Клавдия Ивановна
- Кулиев, Махмуд Кули оглы
- Кулик, Георгий Тарасович
- Кулумбаев, Абли
- Кунаев Динмухамед Ахмедович
- Купревич, Василий Феофилович
- Куприянов, Данил Васильевич
- Куратник, Антонина Яковлевна
- Курбанов, Аман Мамедович
- Курбанов Рахманкул
- Курбонмамадова, Назарбегим
- Курзыбова, Клавдия Петровна
- Курочкин, Евгений Григорьевич
- Курчатов Игорь Васильевич
- Кускова, Ксения Ивановна
- Кутлыев, Нобат
- Кутырёв, Алексей Михайлович
- Куусинен Отто Вильгельмович
- Кучава, Митрофан Ионович
- Кучерова, Анна Васильевна
- Кучумеев, Фёдор Кукашевич
- Кылымнык, Юрий Трофимович
- Кэбин Иван Густавович
- Кярбер Кристьян Аугустович

## Л
- Лабахуа, Архип Миронович
- Лавочкин Семён Алексеевич
- Лаврентьева, Наталья Ивановна
- Ладанов, Пётр Фёдорович
- Лазарев, Григорий Григорьевич
- Лазуренко Михаил Константинович
- Лаптев Николай Васильевич
- Ларионов Алексей Николаевич
- Латунов Иван Сергеевич
- Лацис Вилис Тенисович
- Лебедев, Александр Алексеевич
- Лебедев Иван Кононович
- Лебедев, Иосиф Дмитриевич
- Лебедева, Зинаида Александровна
- Левоева, Анна Андреевна
- Легенький, Николай Максимович
- Ленцман, Леонид Николаевич
- Леонов Леонид Максимович
- Леонтьева, Галина Кирилловна
- Леськова, Мария Антоновна
- Лецис, Вильгельм Петрович
- Липка, Фёдор Филимонович
- Литвина, Василиса Ивановна
- Литвиненко, Василий Тимофеевич
- Литвинова, Мария Егоровна
- Литовченко, Григорий Павлович
- Лихачёв Иван Алексеевич
- Личук, Юстин Тодорович
- Лобанов Павел Павлович
- Лобанок Владимир Елисеевич
- Ломако Пётр Фадеевич
- Ломбак, Иоган Яковлевич
- Ломтатидзе, Кетевана Виссарионовна
- Лубенников, Леонид Игнатьевич
- Лупан Андрей Павлович
- Лухт, Эльфрида Яновна
- Лучинский Александр Александрович
- Лысенко, Мария Григорьевна
- Лысенко Трофим Денисович
- Лыскин, Николай Фадеевич
- Люскова, Александра Евгеньевна
- Лякина, Александра Никитична
- Ляудис Казимир Францевич
- Лященко, Вера Петровна

## М
- Магомаев Джамал Эддин Муслимович
- Магомедов Джамалутдин Махмудович
- Магомедова, Айшат Гамзатовна
- Мадаминова, Бикаджан
- Маевская, Наталья Петровна
- Мажиев Бальжинима
- Мазуров Кирилл Трофимович
- Майборода, Владимир Дмитриевич
- Макаров Дмитрий Иванович
- Маклаков, Андрей Яковлевич
- Макридина, Анастасия Григорьевна
- Максимов, Григорий Максимович
- Маленкин Андрей Сергеевич
- Маленков Георгий Максимилианович
- Малинин Михаил Сергеевич
- Малиновский Родион Яковлевич
- Малышев Вячеслав Александрович
- Малышев, Павел Иванович
- Малышева, Анисья Ивановна
- Малышева, Зинаида Степановна
- Мальбахов Тимбора Кубатиевич
- Мальцев Анатолий Иванович
- Мальцев Михаил Васильевич
- Мальцев Терентий Семёнович
- Малякин, Иван Игнатьевич
- Мамаджанов, Абдуманнап
- Мамакин, Михаил Фёдорович
- Мамедов Гусейн Курбан оглы
- Мамедова, Евдокия Джугановна
- Мамуладзе Давид Михайлович
- Маргарян, Грач Хачатурович
- Маргиев, Нестер Амзорович
- Маринина, Анастасия Михайловна
- Марич, Василий Михайлович
- Марков, Александр Игнатьевич
- Марков, Василий Сергеевич
- Марранди, Хейно Рейнович
- Мартынов, Андрей Иванович
- Мартынов, Григорий Алексеевич
- Мартьянова, Екатерина Васильевна
- Марченко, Надежда Яковлевна
- Маслова, Анна Ивановна
- Матвеева, Людмила Сергеевна
- Материкова Мария Прокофьевна
- Матнишян, Сурен Хачатурович
- Матулис, Юозас Юозович
- Матюшевский, Константин Викентьевич
- Махмудов, Арзи
- Махно, Александр Иванович
- Махулов, Магомед Махулович
- Мацияускас, Иван Иванович
- Мацкевич, Владимир Владимирович
- Мачавариани, Тамара Акакиевна
- Мачульский, Роман Наумович
- Машарипов, Матрасул
- Машеров, Пётр Миронович
- Мегрелишвили, Мамия Амберкович
- Медведева, Вера Гурьевна
- Медедова, Оразгуль
- Медетбеков, Раимкан
- Меджидов, Магомед Меджидович
- Мельник, Дмитрий Никанорович
- Мельников, Роман Ефимович
- Мендыбаев, Нуржан
- Мерецков, Кирилл Афанасьевич
- Метляев, Павел Кузьмич
- Метревели, Иван Алексеевич
- Мехтиев, Магеррам Рухуллаевич
- Мешкова, Мария Марковна
- Мжаванадзе Василий Павлович
- Микоян Анастас Иванович
- Микоян Артём Иванович
- Мирза-Ахмедов, Мансур
- Миронов, Николай Иванович
- Мисковец, Фёкла Петровна
- Митин Марк Борисович
- Митякин, Сергей Иванович
- Михайлов, Михаил Петрович
- Михайлов, Николай Александрович
- Михайлов, Христофор Семёнович
- Мицкевич Константин Михайлович (Якуб Колас)
- Мишарина, Александра Ефимовна
- Мобило, Алексей Сергеевич
- Мовсисян, Марго Хачатуровна
- Модебадзе, Тамара Ражденовна
- Моллаева, Айсолтан
- Молотов Вячеслав Михайлович
- Морданенко, Мария Васильевна
- Мордовец, Иосиф Лаврентьевич
- Морозов Пётр Иванович
- Морозов, Пётр Фёдорович
- Москаленко Кирилл Семёнович
- Москатов, Пётр Георгиевич
- Москвин, Василий Арсентьевич
- Мохова, Наталья Ивановна
- Музыченко, Яков Ефимович
- Муканова, Камалия Тулегеновна
- Мункожапов Дмитрий Самбуевич
- Мурадов, Ата
- Муратов Зиннят Ибетович
- Муртазаев, Каюм
- Мустафаев, Имам Дашдемир оглы
- Мусхелишвили, Николай Иванович
- Мухатов, Вели
- Мухин, Николай Павлович
- Мухитдинов Нуритдин Акрамович
- Мыльников, Аркадий Дмитриевич
- Мыльников, Иван Александрович
- Мюрисепп Алексей Александрович

## Н
- Набиуллин Валей Габеевич
- Надырбабаева Она
- Назаренко Иван Дмитриевич
- Назаров, Сафарали
- Назирова Мина Башир кызы
- Найдек Леонтий Иванович
- Намсараев Хоца Намсараевич
- Нарбутович, Викентий Романович
- Нартахова Мария Дмитриевна
- Настык-Доржу, Донгак Сулдемович
- Натрошвили Арчил Георгиевич
- Неделин Митрофан Иванович
- Недоспасов, Владимир Григорьевич
- Неклюдов Алексей Иванович
- Некрасов, Семён Николаевич
- Некульсяну, Елена Христофоровна
- Несмеянов Александр Николаевич
- Нестеров Дмитрий Леонтьевич
- Ниеминен, Пётр Михайлович
- Николаев Константин Кузьмич
- Николаев, Павел Фёдорович
- Николаева, Клавдия Фёдоровна
- Никольский Иннокентий Михайлович
- Никонов Александр Александрович
- Ниязов Амин Ирматович
- Новиков Семён Михайлович
- Новрузов Неймат Гусейнович
- Носенко Иван Исидорович
- Нуждина, Лидия Тимофеевна
- Нургалиев, Мутагар Фатыхович
- Нуриев Зия Нуриевич
- Нурмагомедова, Патимат
- Нурутдинов Сиродж
- Нюнка Владас Юозович

## О
- Обносов Пётр Степанович
- Оборотов Василий Ильич
- Овезов Балыш
- Овезова, Аннагозель
- Овсянников Александр Иванович
- Оглоблин Алексей Алексеевич
- Озерцова, Мария Степановна
- Озолинь Карл Мартынович
- Оконешников, Михаил Николаевич
- Омарова Зауре Садвокасовна
- Оника Дмитрий Григорьевич
- Онищенко Вадим Прохорович
- Органов Николай Николаевич
- Орехов, Николай Павлович
- Орешин, Павел Яковлевич
- Орлов Георгий Михайлович
- Орлова, Елена Гавриловна
- Орловский, Кирилл Прокофьевич
- Осин, Николай Лаврентьевич
- Осипов, Георгий Иванович
- Осипов, Иван Васильевич
- Ососков, Валентин Иванович
- Остапенко, Мелания Семёновна
- Остров, Ян Петрович
- Отсман, Эльмина Петровна
- Охалина, Анна Николаевна
- Охлопков, Леонид Иванович

## П
- Павлова, Дарья Яковлевна
- Павловский Евгений Никанорович
- Палдынь Ева Яновна
- Палецкис Юстас Игнович
- Палладин Александр Владимирович
- Паллас, Пауль Тимотхеусович
- Панев Зосима Васильевич
- Паничева, Мария Васильевна
- Панков, Степан Семёнович
- Панкратова Анна Михайловна
- Паноев, Атомамад
- Пантелеев Юрий Александрович
- Панфёров Фёдор Иванович
- Панцулая, Зинаида Илларионовна
- Панчукова, Ираида Александровна
- Панюков Александр Алексеевич
- Папавин Александр Петрович
- Папян Мацак Петросович
- Парамонов Николай Петрович
- Паращенко Никита Иванович
- Патоличев Николай Семёнович
- Пашин, Филипп Константинович
- Пашкин, Николай Семёнович
- Пегов Николай Михайлович
- Пейве Ян Волдемарович
- Пельше Арвид Янович
- Первухин Михаил Георгиевич
- Петкявичюс Юозас Юозович
- Петраускас, Кипрас Ионович
- Петров, Александр Владимирович
- Петров, Иван Ефимович
- Петров Иван Михайлович
- Петров, Фёдор Фёдорович
- Петросян Гарегин Бахшиевич
- Петрухин, Сергей Алексеевич
- Петрушев, Алексей Егорович
- Петрущенко, Андрей Иванович
- Петряева, Анна Романовна
- Петухов, Александр Ульянович
- Петухов Борис Фёдорович
- Пизнак Фёдор Иванович
- Пилагс, Юлия Яновна
- Пирназаров, Джума
- Пискунов, Пётр Васильевич
- Письменский, Сергей Дмитриевич
- Плешкова, Ксения Михайловна
- Плиев Исса Александрович
- Плудон, Матис Янович
- Подварко, Алексей Григорьевич
- Подгорный, Иван Дмитриевич
- Подгорный Николай Викторович
- Поддубнова, Евдокия Дмитриевна
- Подольский, Николай Тимофеевич
- Покрышкин, Александр Иванович
- Поликарпова, Матрёна Петровна
- Полищук, Евгения Фёдоровна
- Полякова, Евдокия Ивановна
- Полянский, Дмитрий Степанович
- Пономаренко, Пантелеймон Кондратьевич
- Попов, Василий Яковлевич
- Попов, Иван Тимофеевич
- Попов, Маркиан Михайлович
- Попова, Нина Васильевна
- Посмитный, Макар Анисимович
- Поспелов, Пётр Николаевич
- Постовалов, Сергей Осипович
- Потёмкин, Анатолий Васильевич
- Похиленко, Валентина Ивановна
- Привалов, Михаил Моисеевич
- Приймачук, Анна Иосифовна
- Примбетов, Жубандык
- Притыцкий, Сергей Осипович
- Прокконен, Павел Степанович
- Прокофьев, Василий Андреевич
- Прошунин, Николай Эммануилович
- Псурцев, Николай Демьянович
- Пузанов, Александр Михайлович
- Пузанчиков, Николай Иванович
- Пурцхванидзе, Шалва Естатиевич
- Пустика, Ирина Иосифовна
- Пусэп, Эндель Карлович
- Путейките, Она Антановна
- Пухлёнкина, Хиония Петровна
- Пухов, Николай Павлович
- Пчеляков, Александр Павлович
- Пырчу, Василий Михайлович
- Пысин, Константин Георгиевич

## Р
- Рагимов, Махмуд Джафар Кули оглы
- Рагимов, Садых Гаджи Яралиевич
- Рагимов, Юнис Искендер оглы
- Рагимова, Лейла Мирза кызы
- Раззаков Исхак Раззакович
- Райвитес, Татьяна Ильинична
- Ральченко, Варвара Ананьевна
- Рамонов, Борис Григорьевич
- Расулов, Джабар
- Рахманова, Камила
- Рашидов Шараф Рашидович
- Редькин, Фёдор Абрамович
- Ременчюс, Антанас Ионович
- Решетников, Сергей Андреевич
- Решетняк, Филипп Нестерович
- Ризаев Ахмадали
- Рогач, Мария Ивановна
- Рогинец Михаил Георгиевич
- Романов, Григорий Григорьевич
- Романюк, Устина Никифоровна
- Ромелашвили, Давид Захарьевич
- Рудевский, Иван Лукич
- Руденко, Инесса Андреевна
- Руденко Роман Андреевич
- Рудь Герасим Яковлевич
- Рультытегин, Иван Иванович
- Румянцев Алексей Матвеевич
- Румянцев Сергей Степанович
- Руоколайнен, Маргарита Оскаровна
- Руссу, Иван Георгиевич
- Рушас, Бронюс Аугустович
- Рыльский, Максим Фадеевич
- Рябчиков, Николай Петрович

## С
- Сабитова Зулиха Нигметовна
- Сабуров Александр Николаевич
- Сабуров Максим Захарович
- Савельев, Василий Фёдорович
- Савиных Андрей Григорьевич
- Савостьянова, Евдокия Ильинична
- Савоян, Андраник Исраелович
- Садыков Ибайдулла
- Саиббаев, Хасанбай
- Саидшарипова, Зебо
- Салагубайте, София Винцовна
- Саланов Алексей Михайлович
- Салиев, Ульмас
- Самедов Виталий Юнусович
- Самсонов Борис Иванович
- Санакоев Григорий Георгиевич
- Сангинова, Фатима
- Сандул, Евдокия Афанасьевна
- Сапарбаева, Амангуль
- Сапожков Пётр Тимофеевич
- Саракаев Владимир Басаевич
- Сардак Мария Ивановна
- Саруева Мария Фёдоровна
- Сарыев Акмамед
- Сарьян Мартирос Сергеевич
- Сафаров Ахмед
- Сафронов Арсений Михайлович
- Сафронов Иван Петрович
- Свечников, Пётр Николаевич
- Свинарёва Наталья Ивановна
- Свинина, Елизавета Васильевна
- Севастьянов Михаил Михайлович
- Седаков, Дмитрий Елизарьевич
- Сеидов Гасан Али оглы
- Сеидов, Мамед Мир Азиз оглы
- Сеитниязов, Джолимбет
- Сеитов Пиржан
- Селиверстов, Сергей Андреевич
- Селюкин, Михаил Осипович
- Сембаев Абдыхамит Ибнеевич
- Семёнова Прасковья Семёновна
- Семиволос Алексей Ильич
- Сёмин Алексей Владимирович
- Семуле Марта Алмовна
- Семченко, Зинаида Тимофеевна
- Сенин Иван Семёнович
- Сербинович, Николай Куприянович
- Сергеев, Павел Никонорович
- Сердюк Зиновий Тимофеевич
- Сехниашвили, Эмиль Алексеевич
- Сиабандов Саман Алиевич
- Сидорова, Анастасия Васильевна
- Сикорский Сергей Иванович
- Синица Михаил Сафронович
- Синицын Иван Флегонтович
- Синяговский, Пётр Ефимович
- Сиротенко, Ольга Ивановна
- Ситкарев, Михаил Павлович
- Скачков Семён Андреевич
- Скверняк, Александр Викентьевич
- Скобельцын Дмитрий Владимирович
- Скочилов Анатолий Андрианович
- Скулков Игорь Петрович
- Скуртул, Максим Васильевич
- Слепко, Илья Евсеевич
- Слободянюк, Маркиян Сергеевич
- Слонь, Михаил Варнаевич
- Смирнов Дмитрий Григорьевич
- Смирнов Николай Иванович
- Снечкус Антанас Юозович
- Собенин, Аркадий Иванович
- Соболев, Василий Яковлевич
- Соболева, Анна Александровна
- Соколов, Евгений Степанович
- Соколов Константин Михайлович
- Соколова, Мария Алексеевна
- Соколовский, Василий Данилович
- Соловьёв, Иван Трофимович
- Соловьёв-Седой Василий Павлович
- Сорока, Николай Иванович
- Соснин, Александр Тимофеевич
- Соснова, Татьяна Терентьевна
- Спивак, Марк Сидорович
- Спиридонов Алексей Михайлович
- Спицина, Софья Варфоломеевна
- Споров, Вячеслав Яковлевич
- Ставер, Анна Степановна
- Стафийчук, Иван Иосифович
- Стахурский Михаил Михайлович
- Степанов, Павел Павлович
- Стефаник, Семён Васильевич
- Стойко, Иван Никифорович
- Стрельникова, Нина Ивановна
- Стреляева, Лидия Николаевна
- Строкач, Тимофей Амвросиевич
- Струев Александр Иванович
- Ступников, Михаил Максимович
- Суеркулов, Абды
- Суетин, Михаил Сергеевич
- Сужиков, Мухамбеткали Аленович
- Сукманова, Мария Матвеевна
- Сулейменов, Тулеу
- Султанова, Масуда Мухамеджановна
- Сумцов, Дмитрий Лаврентьевич
- Супрунов, Валентин Кузьмич
- Сурков Алексей Александрович
- Сусайков, Иван Захарович
- Суслов, Виктор Максимович
- Суслов Михаил Андреевич
- Сухин, Гавриил Петрович
- Сухов, Иван Иванович
- Сухова, Татьяна Ивановна
- Сыдыкбеков Тугельбай
- Сыромятникова, Зинаида Николаевна
- Сысоев, Пётр Петрович
- Сытник, Артём Михайлович
- Сюкияйнен, Иосиф Иванович

## Т
- Табадякова, Мария Ермешевна
- Тавризян, Микаел Арсенович
- Тагиев, Имран Абдулла оглы
- Тазенкова, Ефросинья Ивановна
- Тазиев, Гатаулла Тазиевич
- Таирова Таира Акпер кызы
- Тайбеков, Елубай Базимович
- Тайми, Адольф Петрович
- Тактакишвили, Отар Васильевич
- Танасевский, Борис Захарович
- Тарасов, Михаил Петрович
- Тарасов, Пётр Михайлович
- Тарасов Степан Никонович
- Тарасова Алла Константиновна
- Тарба, Иван Константинович
- Татаева, Мария Григорьевна
- Ташиев, Кулназар
- Ташниязов, Умар
- Твердохлеб Екатерина Игнатьевна
- Тебеньков, Леонид Александрович
- Тевосян Иван Фёдорович
- Темерешев, Пётр Иванович
- Терещенко, Александр Владимирович
- Техова, Мария Иордановна
- Тимашова Матрёна Фёдоровна
- Тимина, Александра Ивановна
- Тимофеев, Александр Андреевич
- Тимофеева, Агафья Григорьевна
- Тимошенко Семён Константинович
- Титенко, Мария Илларионовна
- Титов, Виталий Николаевич
- Титов Фёдор Егорович
- Тихомиров, Владимир Дмитриевич
- Тихомиров, Сергей Михайлович
- Тихонов, Николай Семёнович
- Тищенко, Сергей Илларионович
- Ткач, Дмитрий Григорьевич
- Ткачёва, Татьяна Изосимовна
- Ткачук Марк Яковлевич
- Тлостанов Калимет Тутович
- Товмасян Сурен Акопович
- Тойгомбаев, Джаманкул
- Тойлиева, Язбике
- Тока, Салчак Калбакхорекович
- Толбаст, Борис Степанович
- Толстиков, Олег Викторович
- Торгованов, Павел Иванович
- Торсуков, Александр Иванович
- Трескова, Нина Герасимовна
- Трофименков, Николай Иванович
- Трофимов, Александр Степанович
- Трофимов, Иван Дмитриевич
- Трофимов, Иван Михайлович
- Троценко Ефим Григорьевич
- Тулешев, Умар
- Туполев Андрей Николаевич
- Турсун-Заде, Мирза
- Турсункулов, Хамракул
- Турсунов, Рахимбобо
- Туряница Иван Иванович
- Тухикян, Нуник Месроповна
- Тухтубаев, Иван Иванович
- Тушевскайте, Юзефа Альфонсовна
- Тхилайшвили, Александр Дурсунович
- Тынурист, Эдгар Густавович
- Тычина Павел Григорьевич

## У
- Увалиева, Ками
- Узойкин, Александр Петрович
- Ульджабаев Турсунбай
- Умняшкин Дмитрий Яковлевич
- Ундасынов Нуртас Дандибаевич
- Упениеце, Констанция Петровна
- Усейнов Микаэль Алескерович
- Успенский Николай Алексеевич
- Устинов Дмитрий Фёдорович
- Ушанова, Александра Макаровна

## Ф
- Фабристова, Вера Даниловна
- Фадеев Александр Александрович
- Фардзинова, Зарета Балоевна
- Фёдоров, Алексей Фёдорович
- Федченко, Иван Андреевич
- Фейцаренко, Анна Ивановна
- Ферин, Михаил Алексеевич
- Филатов, Иван Николаевич
- Филиппов, Василий Родионович
- Филиппов Иван Маркелович
- Филиппова, Надежда Филипповна
- Фирсов, Василий Никифорович
- Фомичёва, Ефросинья Алексеевна
- Фрейдкина, Рахиль Григорьевна
- Фридрихсоне, Милда Петровна
- Фролов, Валериан Александрович
- Фролова, Серафима Ивановна
- Фрунзе, Мария Петровна
- Фурцева Екатерина Алексеевна

## Х
- Хабибуллина, Рабига Хисматовна
- Хакимова, Роза Юлдашевна
- Халикова, Саида Ахмедовна
- Халмуратов, Уразмет
- Ханов, Реджеп
- Харин, Пётр Романович
- Харитон, Вера Иосифовна
- Харитон, Юлий Борисович
- Харламов Николай Михайлович
- Хасанов, Мазит Газизович
- Хафизов, Вагиз Хафизович
- Хахалов, Александр Уладаевич
- Хашимова, Ибодат Хашимовна
- Хворостухин, Алексей Иванович
- Хетагурова, Тамара Солтановна
- Хмарук, Анастасия Савовна
- Хмелёв, Иван Фёдорович
- Ходжаев, Джура
- Хорава, Акакий Алексеевич
- Хоруженко, Ольга Петровна
- Хотенков, Иван Ильич
- Хохлов, Иван Сергеевич
- Храмков, Иван Петрович
- Хрущёв, Никита Сергеевич
- Хуусари, Виктор Эрикович

## Ц
- Цанько, Фёдор Семёнович
- Цветкова, Елизавета Ивановна
- Цимакуридзе, Кондратий Сократович
- Циммер, Рихард Карлович
- Цитлидзе, Гиви Акакиевич
- Цицин, Николай Васильевич
- Цуркан, Кирилл Иванович
- Цыбенко, Константин Евстафиевич

## Ч
- Чавыдак, Кара-оол Сандакович
- Чачава, Михаил Константинович
- Чебан, Иван Дмитриевич
- Чебан, Тамара Савельевна
- Чекменев, Дмитрий Родионович
- Челищева, Ольга Алексеевна
- Чеплаков, Пётр Фёдорович
- Черепухин, Семён Иванович
- Черкасов, Николай Константинович
- Чернелевский, Иван Иванович
- Чернецова, Надежда Антоновна
- Черников, Семён Иванович
- Чернова, Татьяна Александровна
- Черноярова, Надежда Николаевна
- Чернышёв, Василий Ефимович
- Черченко, Матрёна Михайловна
- Чеусова, Парасковья Сергеевна
- Чеховский, Александр Павлович
- Чибиров, Христофор Тадиозович
- Чиковани, Михаил Герасимович
- Чимба, Александр Маныгеевич
- Чистяков, Виктор Николаевич
- Чистяков, Иван Михайлович
- Чичинадзе, Давид Алексеевич
- Чочуа, Андрей Максимович
- Чубинидзе, Мирон Дмитриевич
- Чудесов, Александр Фёдорович
- Чудинова, Марианна Алексеевна
- Чуйков, Василий Иванович
- Чулада, Ионас Винцович
- Чулетов, Мурад
- Чумаков, Григорий Тимофеевич
- Чундоков, Ибрагим Саидович
- Чураев, Виктор Михайлович
- Чурин, Игнатий Лукич
- Чуркин, Василий Нестерович
- Чурсинов, Иван Иванович
- Чутких, Александр Степанович
- Чуфаров, Григорий Иванович
- Чухно, Андрей Васильевич
- Чухно, Прасковья Григорьевна
- Чыналиева, Калыйча

## Ш
- Шабалина, Анна Ивановна
- Шадаров, Озен Шездуевич
- Шадрина, Анна Ивановна
- Шалыгина, Евдокия Андреевна
- Шапошникова, Александра Андреевна
- Шарабан, Яков Николаевич
- Шарипова, Гавгар
- Шарифов, Нажмутдин Шарифович
- Шаталин, Николай Николаевич
- Шафенков, Михаил Андреевич
- Шацкий, Иван Петрович
- Шашков, Зосима Алексеевич
- Шаяхметов, Жумабай Шаяхметович
- Шверник, Николай Михайлович
- Швецов, Василий Иванович
- Шебзухова, Наталья Даниловна
- Шевчук, Амвросий Михайлович
- Шевчук, Григорий Иванович
- Шеклашвили, Шалва Спиридонович
- Шелепин, Александр Николаевич
- Шепелева, Анастасия Павловна
- Шепель, Анна Прокофьевна
- Шепетко, Спиридон Фёдорович
- Шепилов, Дмитрий Трофимович
- Шинкаренко, Фёдор Иванович
- Шипилов, Борис Семёнович
- Ширков Иван Пигасович
- Ширмамедов, Хезрет
- Шитиков, Алексей Павлович
- Шкахов, Хамид Махмудович
- Школьников, Алексей Михайлович
- Шолкин, Павел Дмитриевич
- Шолохов, Михаил Александрович
- Штейман, Станислав Иванович
- Штыков, Терентий Фомич
- Шульга, Антонина Ивановна
- Шульга, Яков Митрофанович
- Шумаускас, Мотеюс Юозович
- Шумилов, Михаил Степанович

## Щ
- Щёлоков, Николай Анисимович
- Щепакин, Михаил Дмитриевич
- Щербак, Филипп Кузьмич

## Э
- Эйхфельд, Иоган Гансович
- Эренбург, Илья Григорьевич
- Эрсарыев, Оразгельды

## Ю
- Юдин, Евгений Яковлевич
- Юдин, Павел Александрович
- Юдин, Павел Фёдорович
- Юсупов, Усман Юсупович

## Я
- Ягодин, Дмитрий Николаевич
- Якобсон, Аугуст Михкелевич
- Яковлев, Александр Сергеевич
- Яковлев, Иван Дмитриевич
- Яковлев, Сергей Яковлевич
- Якубов, Нор
- Яловенко, Фёдор Иванович
- Ямзин, Ефим Исакович
- Янушкене, Агота Мотеевна
- Ярошенко, Степан Климентьевич
- Яснов, Михаил Алексеевич
- Ячменёва, Нина Ивановна

## Доизбранные депутаты
- Андрианов, Константин Семёнович (доизбран 24.10.1954)
- Бизунов, Сергей Иванович (доизбран 24.06.1956)[1]
- Бобровников, Николай Иванович (доизбран 3.03.1957)[2]
- Борисов, Павел Фёдорович (доизбран 18.12.1955)
- Бровка, Петр Устинович (доизбран 18.11.1956)
- Визгалов, Фёдор Андреевич (доизбран 25.07.1954)
- Гострый, Александр Васильевич (доизбран 23.12.1956)
- Гуреев, Николай Михайлович (доизбран 12.06.1955)
- Иващенко, Ольга Ильинична (доизбран 12.06.1955)
- Игнатов, Николай Фёдорович (доизбран 16.09.1956)
- Исаков, Василий Иванович (доизбран 28.08.1955)
- Кобелев, Борис Николаевич (доизбран 22.07.1956)
- Коваленко, Иван Никитович (доизбран 25.12.1955)[1]
- Конотоп, Василий Иванович (доизбран 5.05.1957)[2]
- Кузьмин, Иосиф Иосифович (доизбран 25.08.1957)
- Лазарян, Татевос Нагапетович (доизбран 24.06.1956)[1]
- Мавлянова, Ханифа (доизбран 3.10.1954)
- Мазаев, Александр Васильевич (доизбран 28.10.1956)[3]
- Манаков, Семён Алексеевич (доизбран 22.07.1956)
- Приходько, Иван Митрофанович (доизбран 5.05.1957)[2]
- Рахматов, Мирзо (доизбран 28.10.1956)[3]
- Редькин, Андрей Михайлович (доизбран 18.11.1956)
- Сенькин, Иван Ильич (доизбран 29.01.1956)[1]
- Силина, Елена Петровна (доизбран 24.04.1955)
- Скляров, Павел Иванович (доизбран 27.05.1956)
- Соловьев, Леонид Николаевич (доизбран 30.10.1955)
- Сурганов, Фёдор Анисимович (доизбран 25.08.1957)
- Талыб-заде, Абдула Шаик Мустафа (доизбран 26.08.1956)[3]
- Ташенев, Жумабек Ахметович (доизбран 7.10.1956)[3]
- Теплицкий, Тома Степанович (доизбран 12.05.1957)
- Умаханов, Магомед-Салам Ильясович (доизбран 3.03.1957)[2]
- Шариманян, Седрак Семёнович (доизбран 30.10.1955)
- Шевченко, Фёдор Иосифович (доизбран 28.08.1955)